# Johannes K. Hildebrandt
Johannes K. Hildebrandt (* 21. November 1968 in Quedlinburg) ist ein deutscher Komponist.

## Leben
Johannes K. Hildebrandt wurde 1968 als Sohn eines Superintendenten und einer Katechetin in Quedlinburg geboren. Von 1989 bis 1998 studierte er Komposition bei Karl Dietrich und Reinhard Wolschina, Tonsatz bei Antonius Streichardt und Klavier bei Friedrich Macher an der Hochschule für Musik Franz Liszt Weimar. Von 1998 bis 2000 schloss er ein Kulturmanagementstudium an.
1994 gründete er das Ensemble via nova. 1998 wurde er Vorsitzender der Gesellschaft für Neue Musik Thüringen (Via Nova – zeitgenössische Musik in Thüringen). 1999 war er Mitbegründer der Ständigen Konferenz Zeitgenössische Musik in Mitteldeutschland. Von 1998 bis 2007 war er Vorsitzender des Landesverbandes Thüringen des Deutschen Komponist:innenverbandes (DKV); seit 2007 ist er Mitglied des Bundesvorstandes des DKV. Im Jahr 2000 wurde er künstlerischer Leiter der Weimarer Frühjahrstage für zeitgenössische Musik. Außerdem ist er Dozent an den Landesmusikakademien Rheinsberg und Sondershausen. Von 2005 bis 2008 war er stellvertretender Kuratoriumsvorsitzender der Kulturstiftung Thüringen. 2007 erfolgte die Bestellung in den Bundesfachausschuss Neue Musik des Deutschen Musikrates. Darüber hinaus ist er seit 2009 beratendes Mitglied des GEMA-Programmausschusses.
Hildebrandt komponierte über 70 Werke für Instrumental-, Vokal- und Filmmusik.

## Auszeichnungen
- 1. Preis bei der Orchesterwerkstatt Halberstadt (1991)
- 1. Preis beim Kompositionswettbewerb der Stadt Zeitz (1999)
- Förderung durch die Stiftung Kulturfonds der neuen Bundesländer (1999/2000)